# Ayako Kimura
Ayako Kimura (木村 文子?, Kimura Ayako; Hiroshima, 11 giugno 1988) è un'ostacolista giapponese.

## Biografia
Nativa di Hiroshima, negli anni duemila frequenta l'Università Nazionale di Yokohama.
Partecipa ai Giochi olimpici di Londra 2012, fermandosi alle batterie con un tempo di 13"75.
Il 7 luglio 2013 si laurea campionessa nei 100 metri ostacoli ai campionati asiatici di Pune, precedendo la kazaka Anastassiya Soprunova e l'indiana Jayapal Hemasree.
Ai mondiali di Londra 2017 non va oltre le semifinali dei 100 metri ostacoli, dove fa registrare un tempo di 13"29.

## Progressione

### 100 metri ostacoli
| Stagione | Tempo | Luogo     | Data       | Rank. Mond. |
| -------- | ----- | --------- | ---------- | ----------- |
| 2017     | 13"06 | Osaka     | 24-6-2017  |             |
| 2016     | 13"22 | Mito      | 5-5-2016   |             |
| 2015     | 13"24 | Walnut    | 18-4-2015  |             |
| 2014     | 13"13 | Tokyo     | 11-5-2014  |             |
| 2013     | 13"03 | Tokyo     | 8-6-2013   |             |
| 2012     | 13"04 | Hiroshima | 29-4-2012  |             |
| 2011     | 13"19 | Yamaguchi | 10-10-2011 |             |
| 2010     | 13"28 | Tokyo     | 12-9-2010  |             |

## Palmarès
| Anno | Manifestazione      | Sede        | Evento             | Risultato  | Prestazione | Note                                     |
| ---- | ------------------- | ----------- | ------------------ | ---------- | ----------- | ---------------------------------------- |
| 2011 | Campionati asiatici | Kōbe        | 100 m hs           | 4ª         | 13,26 m     |                                          |
| 2012 | Giochi olimpici     | Londra      | 100 m hs           | Batteria   | 13"75       |                                          |
| 2013 | Campionati asiatici | Pune        | 100 m hs           | Oro        | 13"25       |                                          |
| 2014 | Giochi asiatici     | Incheon     | 100 m hs           | Bronzo     | 13"25       |                                          |
| 2015 | Campionati asiatici | Wuhan       | 100 m hs           | Bronzo     | 13"41       |                                          |
| 2017 | Campionati asiatici | Bhubaneswar | 100 m hs           | Argento    | 13"30       |                                          |
| 2017 | Mondiali            | Londra      | 100 m hs           | Semifinale | 13"29       |                                          |
| 2019 | World Relays        | Yokohama    | Staffetta hs mista | Argento    | 55"59       | Miglior prestazione personale stagionale |
| 2019 | Campionati asiatici | Doha        | 100 m hs           | Oro        | 13"13       |                                          |
| 2019 | Mondiali            | Doha        | 100 m hs           | Batteria   | 13"19       |                                          |
| 2021 | Giochi olimpici     | Tokyo       | 100 m hs           | Batteria   | 13"25       |                                          |

## Altre competizioni internazionali
2014
- 6ª in Coppa continentale ( Marrakech), 100 m hs - 13"17